# Simon Ntamwana
Simon Ntamwana (Mukenke, Reino do Burundi, 3 de junho de 1946) é um ministro do Burundi e arcebispo católico romano emérito de Gitega.
Em 1963, Ntamwana entrou no seminário de Bujumbura. A partir de 1967 estudou teologia e filosofia em Roma. Grande parte de sua família morreu nos distúrbios de 1972. Em 1973 foi ordenado diácono. O Cardeal Prefeito da Congregação para a Evangelização dos Povos, Agnelo Rossi, o ordenou sacerdote em 24 de março de 1974 em Roma. Ele então obteve seu doutorado em Roma antes de retornar ao Burundi em 1976.
O Papa João Paulo II o nomeou Bispo de Bujumbura em 14 de novembro de 1988. Ele foi o primeiro bispo no Burundi que não pertencia ao grupo étnico tutsi, mas era hutu. O Cardeal Prefeito da Congregação para os Bispos e Presidente da Pontifícia Comissão para a América Latina, Bernardin Gantin, concedeu sua consagração episcopal em 5 de fevereiro do ano seguinte; Os co-consagradores foram Michel Ntuyahaga, ex-bispo de Bujumbura, e Roger Mpungu, bispo de Muyinga.
Ntamwana está comprometido com o trabalho de reconciliação e com o genocídio no Burundi. Ele fundou a obra de reconciliação "Vie Nouvelle pour la réconciliation", que inclui sacerdotes e leigos que se dedicaram ao trabalho de reconciliação na população e que desenvolve projetos de caridade para viúvas, órfãos e presos. Em fevereiro de 1995, os oponentes tutsis do Diálogo tentaram assassinar Ntamwana, o que foi seguido por novas ameaças de morte.
Após o assassinato do arcebispo Joachim Ruhuna em 9 de setembro de 1996, Ntamwana foi nomeado arcebispo de Gitega em 24 de janeiro de 1997.
O Papa Francisco aceitou sua aposentadoria em 19 de fevereiro de 2022.